# Westfield Corporation
Westfield Corporation è stata un'azienda immobiliare e operatore di centri commerciali. Fu fondata come spin off nel 2014 di Westfield Group quando i beni in Australia e Nuova Zelanda formarono Scentre Group e quelli nel Regno Unito e negli Stati Uniti Westfield Corporation. Si quotò nella borsa d'Australia col simbolo "WFD". 
Westfield ha accettato 32.8 miliardi di dollari australiani di takeover offerti da Unibail-Rodamco, (escludendo i Westfield Labs), il 12 dicembre 2017. A Giugno 2018 la società madre è stata ribattezzata Unibail Rodamco Westfield.